# Anochetus altisquamis
Anochetus altisquamis es una especie de hormiga carnívora del género Anochetus, categorizada en la tribu Ponerini, de la subfamilia Ponerinae. Fue descrita por Mayr en 1887.

## Distribución
Se distribuye por América del Sur: Argentina, Brasil, Paraguay y Uruguay.

## Hábitat
Habita en el bosque seco y subtropical húmedo, debajo de piedras, sobre troncos y madera podrida. Se ha encontrado a elevaciones de 85 hasta 1350 m s. n. m.